# Selam Musai
Selam Musai lub Selam Musa Salaria (ur. 1857 lub 1860 w Salari, zm. 12 czerwca 1920 we Wlorze) – albański wojskowy. W 1914 roku walczył przeciwko wojskom greckim w tymczasowo istniejącej Autonomicznej Republice Północnego Epiru, poległ w bitwie o Wlorę. Został przez albańskie władze komunistyczne uhonorowany tytułem bohatera Albanii .